# Lilian Renaud
Lilian Renaud, född 11 oktober 1991 i Mamirolle i Frankrike,  är en fransk sångare. Han är framförallt känd för att ha deltagit i och vunnit den fjärde säsongen av franska The Voice som sändes på TF1 10 januari till 25 april 2015.

## Biografi
Lilian Renaud föddes 1991 i byn Mamirolle i regionen Doubs. Han har fem syskon och växte upp i en lantlig miljö. Renaud började tidigt med musik, och började sjunga vid tio års ålder. Han började spela gitarr vid 15 års ålder, och spelade allt mer rockinfuerad musik. 2012 började han framträda på scener runtom i sin hemregion. 2013, vid 21 års ålder, skapade han en akustisk duo med en barndomsvän. De framträdde i flera välgörenhetskonserter runtom i byarna i hemregionen. 2014 bestämde han sig för att ta ett sabbatsår för att hänge sig åt musik, och skrev in sig på skolan Music Academy International i Nancy. Där uppmuntrades han till att söka till The Voice
I november 2014 tog han sig för första gången till Paris för att delta i blinda auditions till The Voice, där alla de fyra jurymedlemmarna ville arbeta med honom. Efter att ha gått vidare gick han med i Zazies lag och vann den fjärde säsongen. 2015 fick han pris vid NRJ Music Awards 2015 i kategorin för årets franskspråkiga release.
13 november 2015 gavs debutalbumet Le Bruit de l'aube ut. Albumet tog sig till plats 5 på den franska albumlistan, 21 i den franskspråkiga belgiska och en 11:e plats i Schweiz. Två och en halv månad efter att albumet gavs ut sålde den platina.
2019 gavs hans tredje album ut. Albumet bär artistens namn, Lilian Renaud, och är självproducerat. Albumets första singel, On en verra encore, släpptes 10 april 2019. Hela albumet, med 16 titlar varav 7 på engelska, släpptes 17 maj 2019.

## Diskografi

### Album
Le Bruit de l'Aube
1. Il faudra vivre
2. Pour ne plus avoir peur
3. Promis juré
4. Je suis un enfant
5. Ma prière
6. Si tu cherches de l'or
7. Le Bruit de l'aubre
8. Nos larmes
9. Les Enfants de l'oubli
10. Ma terre
11. J'attends
12. Octobre (bonus)

Le Cœur qui cogne
1. Savoir dire merci
2. Le Cœur qui cogne
3. Imagine
4. Frère
5. Les rêves (on repousse le vent)
6. La vie ne perd pas de temps
7. La boussole
8. La voleuse de rue
9. Rats des villes et rats des champs (avec Ycare)
10. Tu m'as oublié
11. Les bombes et les roses
12. Ma savane de France

Lilian Renaud
1. On en verra encore
2. Quoi de plus beau
3. Sourire plutôt
4. Être
5. Mère
6. Le coeur de l'idée
7. Chanson d'amour
8. Je m'appelle Brahim
9. Je remonte la vallée
10. I Wanna Believe
11. Outta the Blue
12. Canadian Sky
13. The Water
14. Mr Simply Man
15. Drift Away
16. The Heart of a Woman

### Singlar
- 2015 : Promis juré
- 2015 : Il faudra vivre
- 2015 : Pour ne plus avoir peur
- 2016 : Savoir dire merci
- 2019 : On en verra encore

## Certifikat
- Le Bruit de l'aube : platina (100 000 ex. sålda)[9]

## Pris
- 2015 : NRJ Music Awards : « Révélation francophone de l'année »